# Arvisurák
Az Arvisurák a Paál Zoltán kohász által lejegyzett eklektikus áltudományos mítoszrendszer és a benne található hitvilág összefoglaló neve. Paál állítása szerint a mű, melynek tartalmát részben Szalaváré Tura szovjet ejtőernyős partizán elmondása alapján, illetve „gondolat-vibrációs eljárás” révén ismerte meg, a hun–magyar törzsek sok ezer éves történelmét és világnézetét foglalja magában. A történettudomány nem fogadja el.

## Az elnevezés eredete
A szó eredetére nézve Paál Zoltán azt írta, hogy e kifejezés egy több ezer éve élt, nagy tudású asszony, a magyarok Nagyboldogasszonya, Arvisura Anyahita neve után maradt fenn, aki bölcsességet, tanítást hagyott az akkor élt emberiségre. A mű szerint ez még az özönvíz előtt történt, a magyarok ősei által lakott csendes-óceáni Ataiszon – amely nem azonos a közismertebb Atlantisz szigetével.
Az arvisura szó jelentése igazszólás, vagy igazat mondott szó. A későbbi korokban állítólag ezt a kifejezést használták minden olyan szellemi és történelmi leiratra, amelyet az Anyahita által tanított törzsek írtak. Az Arvisura Anyahita és az őt követő „rovósámánok” által lejegyzett szöveg történeti létezésére nincsen elfogadott bizonyíték, így az Arvisurákra és tartalmukra vonatkozóan kizárólag Paál Zoltán közlése az egyetlen forrás.

## Hitrendszere

### Az Arvisurák üzenete, jelentősége
A palóc eredetűnek mondott Arvisurák az úz nép évezredes életébe enged alaposabb betekintést, a művet tanulmányozók megismerhetik az egész Ázsiát belakó Hun Törzsszövetség rendszerét, szervezettségét, rováskultúra-fejlődését, beavatottjaik világlátását. A követők szerint e mű számos, új történelmi összefüggést tár fel az Árpád előtti magyarok életével kapcsolatban.

### Az Arvisurák kora
A Paál Zoltán által leírt palóc regevilág szerint az Arvisurákat Anyahita egy Ataisz nevű szigeten kezdte róni, mely pontosan Kr. e. 5038-ban süllyedt el. Feltételezhető, hogy az Arvisurák keletkezési ideje ennél régebbi. Az Arvisura rovás hagyománya azonban Kr. e. 4040-től jelentősen megújult, amikor Ordoszban (Kína) megalakult egy törzsszövetség, amelynek 24 törzs volt alapító tagja: kaza-hun, széki-hun, türk, jász, lett, bolgár, manysi, kabar, úz, mari, tatár, mongol, kun, manzsu, suoma, vót, baskir, újgur, avar, észt, komi, csuvasz, vepsze, mordvin. A Hun Törzsszövetség tagjai egyöntetűen felélesztették és továbbvitték az Arvisura rováshagyományát. E hagyomány állítólag az 1780-as évig dokumentált – egyelőre nem hiteles források alapján –, onnantól pedig csak a rovók és vezető (fősámánok) neve maradt fent. A történettudomány által ismert legkorábbi írásos emlékek Kr. e. 3000 körülről datálódnak (Uruki archaikus szövegek, egyiptomi Nagada III), így Paál Zoltán közlései jelen ismereteink szerint független forrásból nincsenek megerősítve.

### Ataisz
A sziget neve az obi-ugor mitológia istenségeinek egyike (Tórem) után alakult ki, írja a palóc regevilág. Ata-Izisz – az Atyaisten neve – után lett a sziget neve Ataisz. Ataisz népe az idők folyamán fejlett kultúrát hozott létre.
A palóc regevilág szerint a szigetet az úgynevezett Armogurok vezették, akikből a sziget teljes fennállása alatt tizenkettőt is megkülönböztettek, azonban a ma elérhető források csak a legutolsóról írnak úgy, mint aki államszervező tevékenységet folytatott és a fejedelmi hatalmat megszilárdította. A ma megismerhető regevilág szerint XII. Armogur felesége Ardvisura Anyahita volt.
Ataisz szigete az Arvisurák hitvilága szerint a Csendes-óceánon, nagyjából a mai Hawaii szigetektől délre létezhetett, azonban ennek sem geológiai, sem más tudományosan elfogadott bizonyítéka nincsen, említése jelenleg csak a palóc regevilágból ismerhető. A sziget domborzata és vízrajza egy úgynevezett sámántérkép alapján alaposan körülhatárolt, ez a térkép Paál Zoltán hagyatékában maradt fenn, s amelyen a sziget folyóinak, hegyeinek, épületeinek és városainak a neve is szerepel.

## Az Arvisura-források hitelessége
Paál Zoltán 1972-es, valamint a halála után a Püski Kiadónál megjelent 1998-as Arvisura-kéziratainak eredetiségét, hitelességét és a mögötte meghúzódó valóságtartalmat a kutatók döntő többsége megkérdőjelezi. László Gyula neves magyar régész a művet „népmesének” minősítette, egy 1976. február 27-én kelt magánlevelében pedig még élesebben fogalmazott, amikor azt írta: „...kedves népmese az egész, egy megszállott ember balga meséje”. Az Arvisurával Klima László régész, nyelvész is foglalkozott írásaiban.

### Viszonypontok az Arvisurák hitelessége körül
1. Paál Zoltán egyszerű munkásember volt, aki harminc éven át szakadatlanul írta e történeteket, írása összesen 10 ezer oldalra rúg. Czakó Gábor író szerint az egyik első változat még csupán 89 oldalas volt, később már 271 oldalt töltöttek meg a regevilág feljegyzései (az OSZK-ban található 1977-es kézirat 270 oldalas), végül a Püski Kiadó gondozásában megjelent kétkötetes változatban már 1500 oldal feletti szöveg van.
2. Az Avesztában szerepel egy Anahita nevű istennő, akiben a vizek, a termékenység, a gyógyítás és a bölcsesség erőit tisztelték a hívők. Avesztai neve: Aredvi Sura Anahita, későbbi változata: Ardwisur Anahid. Kultusza megjelenik például Iránban, Kangavarban, de Bisápur városában is állt ezen istennő temploma. Meg kell viszont jegyezni, hogy az Avesztában megjelenő Anahita és a Paál Zoltán-féle Anyahita-alak között nem egyértelmű a pontos összefüggés.
3. Nincs sem geológiai, sem más tudományosan elfogadott bizonyíték Ataisz létezésére. Feltételezett elhelyezkedése kimondottan hasonlít a James Churchward angol ezredes által népszerűsített Mu kontinensre vonatkozó elképzelésekre. Ezek magyarul is feldolgozásra kerültek, pl. Csicsáky Jenő A magyar nemzetcsalád útja Távol-Nyugatról Távol-Keletig (Sydney, 1961) című könyvében.
4. A „gondolat-vibrációs eljárás” jellege.
5. A „beszélő boglár” szerepe az Arvisura szövegének lejegyzésében.

## Arvisura mozgalom
Magyarországon 2001 óta többezres rajongótábora alakult ki e regevilágnak és őstörténeti szemlélet alapján kutatóknak, ahogyan néhány klub is működött, s működik e szellemiség nevében (Pécsett, Ózdon és Budapesten).
Az Arvisurák szellemi hagyatéka szerint a hun törzsszövetség társadalma életben tartott több eseményt, mint például a Nagy Süán lovasversenyt, a Nagyszala törzsszövetségi fejedelmi gyűlést, tanácskozást valamint a Hajnaltűztánc szertartását. Magyarországon 2007-ben mindhárom hagyomány, ha kezdetleges formában is, de feléledt, mert Szekszárdon, 2007 júniusában (2-3., Gemenci erdő, Bárányfok) a Nagy Süant, Anna-völgyben, 2007 júliusában a Nagyszalát, Ózd-Uraj térségében pedig, 2007. szeptember végén (29-30.) a Hajnaltűztáncot is megtartották. Az első és a harmadik esemény fényképes beszámolója megjelent a Magyar Világkép Kutató 2007 júniusi, júliusi és októberi számában (ISSN: 1787-4106). A Nagy Süán Harcművészeti fesztivált a következő év júniusában második alkalommal is megrendezték Szekszárd-Sötétvölgyben.